# Степновський район (Ростовська область)
Степновський район — адміністративно-територіальна одиниця, що існувала в РРФСР у 1945—1957 роках.

## Історія
У грудні 1943 року Яшалтинський район було передано з Калмицької АРСР до складу Ростовської області.
У 1945 році Яшалтинський район було перейменовано на Степновський район.
У січні 1957 року Степновський район Ростовської області було повернуто до складу Калмицької АРСР з відновленням назв Яшалтинський район й село Яшалта.